# Cuarteto contemporáneo de Guatemala
El Cuarteto Contemporáneo de Guatemala fue fundado en enero de 1992 por los músicos Marco Antonio Barrios, Otto Eduardo Santizo, Jorge Alfredo Santizo y Paulo Renato Alvarado. La membresía del cuarteto ha incluido a Jorge Mario Alvarado (violín II), la violinista estadounidense Linda Leanza (violín I), y Eduardo Rosales (violonchelista).

## Conformación
Desde 1998, el CCG lo conforman:
• Marco Antonio Barrios (violín I)
• Alex Aurelio Salazar (violín II)
• Otto Eduardo Santizo (Viola), y
• Paulo Alvarado (Violonchelo).
Los miembros del CCG han participado en agrupaciones diversas, como la Orquesta Sinfónica Nacional de Guatemala, Sinfónica Juvenil de Guatemala, Orquesta Clásica (Guatemala), Orquesta de cuerdas Ars Magna y el grupo de rock guatemalteco Alux Nahual.
El CCG ha compartido el escenario con músicos y agrupaciones tales como el grupo vocal La Cantoría de Tomás Pascual, el coro Ars Nova, el grupo de rock Alux Nahual, el pianista Richard Clayderman, los cantautores Rony Hernández y Ranferí Aguilar, entre otros. También ha participado en grabaciones de artistas como Nelson Leal, Juan Carlos Ureña y el grupo Oveja Negra de Costa Rica.

## Discografía
1. El Repertorio de San Miguel Acatán: Música Guatemalteca, Siglos XVI y XVII, 1994, junto a La Cantoría de Tomás Pascual.
2. Cuarteto Contemporáneo: Música Guatemalteca, 1582 - 1990", 1998.
3. Fondo musical para el cortometraje Q'ak Aslemal, Alejo Crisóstomo (director), 2006.